# David Šain
David Šain (ur. 8 lutego 1988 w Osijeku) – chorwacki wioślarz, wicemistrz olimpijski, dwukrotny mistrz świata.

## Osiągnięcia
| Rok  | Impreza                     | Miejsce          | Konkurencja      | Lokata      |
| ---- | --------------------------- | ---------------- | ---------------- | ----------- |
| 2006 | Mistrzostwa świata juniorów | Amsterdam        | czwórka podwójna | 2. miejsce  |
| 2007 | Mistrzostwa świata U-23     | Glasgow          | dwójka podwójna  | 4. miejsce  |
| 2007 | Mistrzostwa świata          | Monachium        | czwórka podwójna | 17. miejsce |
| 2008 | Mistrzostwa Europy          | Ateny            | jedynka          | 10. miejsce |
| 2009 | Mistrzostwa świata U-23     | Račice           | czwórka podwójna | 1. miejsce  |
| 2009 | Mistrzostwa świata          | Poznań           | czwórka podwójna | 4. miejsce  |
| 2010 | Mistrzostwa Europy          | Montemor-o-Velho | czwórka podwójna | 2. miejsce  |
| 2010 | Mistrzostwa świata          | Hamilton         | czwórka podwójna | 1. miejsce  |
| 2011 | Mistrzostwa świata          | Bled             | czwórka podwójna | 3. miejsce  |
| 2012 | Igrzyska olimpijskie        | Londyn           | czwórka podwójna | 2. miejsce  |
| 2013 | Mistrzostwa Europy          | Sewilla          | czwórka podwójna | 6. miejsce  |
| 2013 | Mistrzostwa świata          | Chungju          | czwórka podwójna | 1. miejsce  |